# حقبة الطلائع القديمة
حقبة الطلائع القديمة (باللاتينية: Paleoproterozoic)، وهي الحقبة الأولى من حقب الدهر السحيق الثلاثة. وتعتبر أطول حقبة من تاريخ الأرض، حيث امتدت من 2500 إلى 1600 مليون سنة مضت، لمدة 900 مليون سنة تقريبا. تم تعريف هذه الحقبة زمنياً ولا يُشار إليها بمستوى معين لطبقة صخرية على الأرض.
كشف علم الأحافير أنه خلال هذه الحقبة أي قبل ~ 1.8 مليار سنة كان معدل دوران الأرض 20 ساعة في اليوم، مما يعني أن مجموع عدد الأيام في السنة الواحدة 450 يوما.

## الغلاف الجوي

تراكم الأكسجين في الغلاف الجوي للأرض. تمثل الخطوط الحمراء والخضراء نطاق تقديرات الأكسجين بينما يقاس الوقت بمليارات السنين (Ga).
- المرحلة الأولى (3.85–2.45 م.س مضت): عمليا لا يوجد أكسجين في الجو. كما أن المحيطات تخلو بشكل كبير من الأكسجين باستثناء المحيطات الضحلة تقريبا.
- المرحلة الثانية (2.45–1.85 م.س مضت): ينتج الأكسجين ويرتفع إلى 0.02 و 0.04 جو لكن تمتصه المحيطات وصخور قاع البحر.
- المرحلة الثالثة (1.85–0.85 م.س مضت): تتشبع المحيطات بالأكسجين، ينطلق للغلاف الجوي بكميات كبيرة، وتؤدي أكسدة سطح الأرض إلى تكوين طبقة الأوزون. ولايوجد تغير في مستوى الأكسجين.
- المراحل 4 (0.85 م.س مضت وحتى الآن): يتراكم الأكسجين في الغلاف الجوي حتى يصل إلى المستوى الحالي.
(ملاحظة: م.س = مليار سنة)

قبل الزيادة الكبيرة للأكسجين في الغلاف الجوي، كانت تقريبا جميع أشكال الحياة الموجودة لاهوائية، أي أن عملية الأيض كانت تستند على أحد أشكال التنفس الخلوي الذي لا يتطلب الأكسجين. في الواقع، إن الكميات الكبيرة من الأكسجين الحر تعتبر سامة لمعظم الكائنات اللاهوائية. وبالتالي، فإن معظم أشكال الحياة اللاهوائية على الأرض ماتت عندما ارتفع مستوى الأكسجين الحر في الغلاف الجوي. وأشكال الحياة الوحيدة التي نجت هي إما المقاومة للتأكسد وتأثيرات الأكسجين السامة، أو المعزولة في بيئات خالية من الأكسجين. إن الزيادة المفاجئة للأكسجين الحر في الغلاف الجوي وما نتج عنه من انقراض لأشكال الحياة الضعيفة (حدث يسمى من بين عدد من العناوين الإيحائية الأخرى المشابهة، محرقة الأكسجين أو كارثة الأكسجين) يعتبر أول أهم الانقراضات الجماعية في تاريخ الأرض.

## أحداث جيولوجية
خلال هذه الحقبة، تشكلت أولى الجبال من خلال عمليات تصادم القارات. تتمثل أحداث بناء القارات والجبال في ما يلي:
- 2.1-2.0 مليار سنة مضت تشكلت جبال ايبورنيان وعبر الأمازون في أمريكا الجنوبية وغرب إفريقيا.
- ~2.0 مليار سنة مضت حزام ليمبوبو [الإنجليزية] في جنوب أفريقيا.
- 1.9-1.8 مليار سنة مضت وفي أمريكا الشمالية تشكلت جبال عبر هودسون، وبينوكان، وتالسون-ثيلون، وووبماي، وأونغافا وتورنغات.
  - تشكلت جبال ناغزوغتوكيدين في جرينلاند.
  - تشكلت جبال كولا كاريليا، وسفيكوفينا، ووسط فولينيا الروسية، وباخيلما في البلطيق (أوروبا الشرقية).
  - تشكلت جبال اكيتكان في سيبيريا.
- 1.95 مليار سنة مضت تشكل حزام خونداليت.
- ~1.85 مليار سنة مضت تشكلت جبال عبر شمال الصين في شمال الصين.

تُفَسَّر أحزمة التصادم القاري تلك على أنها نتيجة لحدث أو أكثر من أحداث الاصطدام العالمي قبل 2.0–1.8 مليار سنة والتي أدت بعد ذلك إلى تكون قارة دهر الطلائع العظمى كولومبيا أو نونا.
تشكل وشاح غلاف الأرض الصخري لتكتونيات باتاغونيا القديمة.

## ظهور حقيقيات النوى

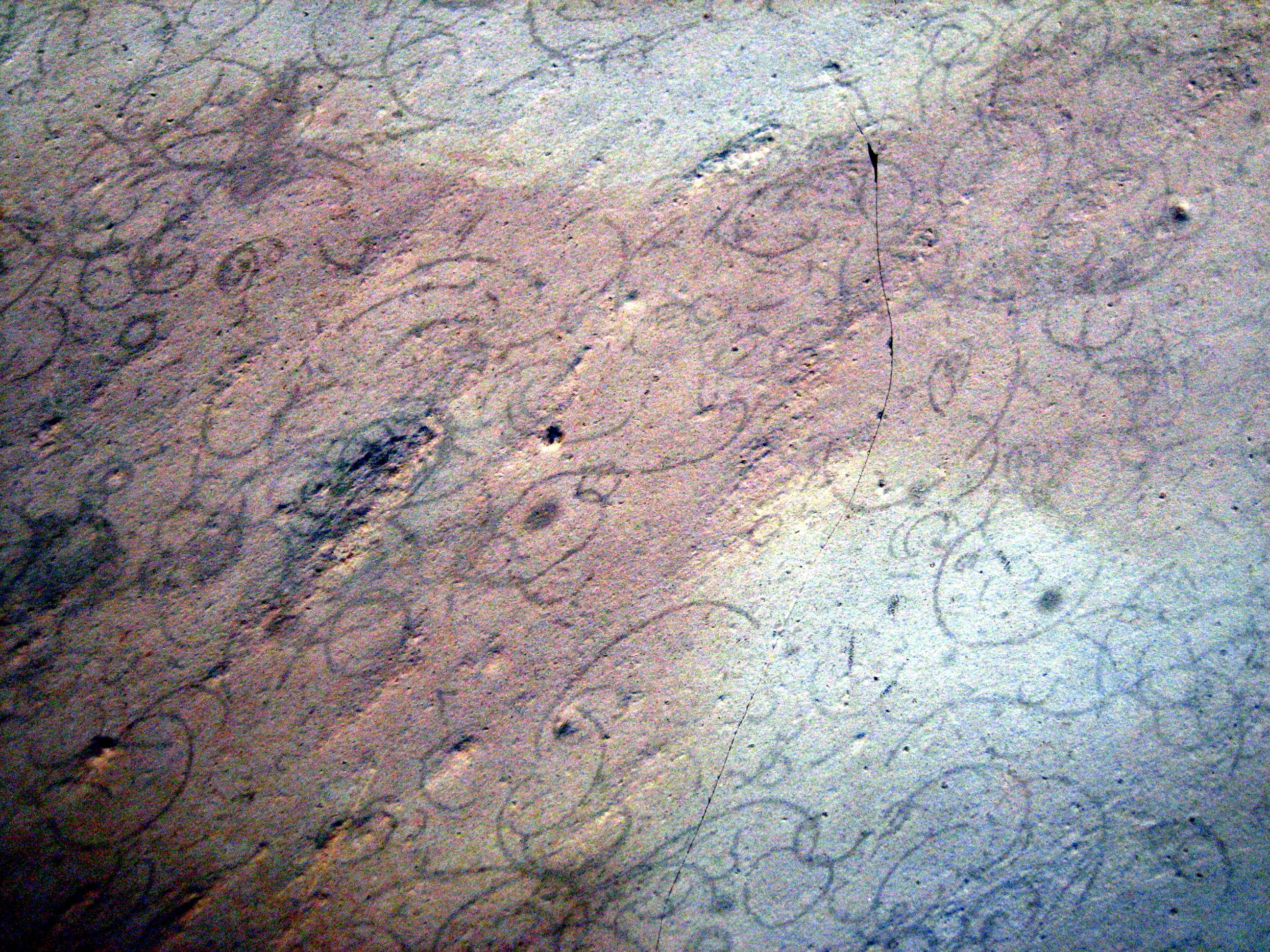
أحفورة بكتيريا الجريبانيا الحلزونية.

شهدت حقبة الطلائع القديمة توسعا كبيرا في الكراتونات التي عززت في تطوير الجروف القارية لمجتمعات الحصائر الميكروبية الكبيرة، والتي التي ضهرت في السجل الجيولوجي بسبب وفرة الستروماتوليت، التي انتشرت وتنوعت منذ حوالي 2,200 مليون سنة. بدأت الأكريتارك كذلك في الظهور، التي يصعب تحديد أحافيرها بسبب عدم حفظ شكلها مورفولوجي المميز. عندما انتشر الأكسجين الجزيئي في الغلاف الجوي للأرض خلال هذه الحقبة، ومن المحتمل (بالرغم من عدم اليقين)، أن حقيقيات النوى نشأت في هذه الفترة. وقد كانت خلايا حقيقيات النوى تقوم بنظرية النشوء التعايشي لمتقلبات ألفا التي أدت إلى ظهور الميتوكوندريا التي تسمح لهذه الخلايا باستخدام الأكسجين كمستقبل للإلكترونات في التنفس الخلوي. في حقبة الطلائع القديمة تم العثور على أحافير قد تكون لحقيقيات النوى، خصوصا على شكل مضغوطات كربونية. وايضا في هذه الحقبة تم تحديد أحافير لتشكيلات حديد الصوان الناري (كندا) و حديد نيغاوني (ميشيغان). أحافير بكتيريا الجريبانيا الحلزونية، التي من حجمها (أكثر من سنتيمتر واحد)، قد تكون طحالب خيطية وأول حقيقيات نوى معروفة. ولكن مع ذلك، فإن بعض العلماء يعتقدون أنها مستعمرات عملاقة من البكتيريا.

## الأقسام الفرعية
تتكون حقبة الطلائع القديمة من أربعة عصور:
| الدهر   | الحقبة          | العصر      | أهم الأحداث | البداية (م.س.مضت) |
| ------- | --------------- | ---------- | --- | ----------------- |
| الطلائع | الطلائع الوسطى  | الكالمي    | أحدث | أحدث              |
| الطلائع | الطلائع القديمة | الستاثري   | - أحداث جيولوجية: نشوء قارة كولومبيا العملاقة باعتبارها ثاني أقدم قارة عظمى بلا منازع. نهاية تكون جبال كيمبان في القارة الاسترالية. تكون جبال يابنكو على راسخة يلجارن غرب أستراليا. تكون جبال مانجارون قبل (1,680 - 1,620 مليون سنة) في غازكوين غرب أستراليا. تكون جبال كاراران (1,650 مليون سنة مضت) في راسخة جولر جنوب أستراليا. - أحداث حيوية : أول ظهور لحقيقيات النوى الغير المثيرة للجدل: الطلائعيات ذات النوى ونظام الغشاء الداخلي. انخفاض مستويات الأكسجين مرة أخرى.         | 1800              |
| الطلائع | الطلائع القديمة | الأوروسيري | - أحداث جيولوجية: تكون حوضي فريدفورت وسودبوري بسبب اصطدام كويكب. الكثير من تكون الجبال. تكون جبال بينوكان وترانس هودسون في أمريكا الشمالية. تكون حديث لجبال روكر في القارة القطبية الجنوبية (تقريبا 2,000 - 1,700 مليون سنة مضت). تكون جبال وتضاريس جلنبر في قارة أستراليا (تقريبا 2,005 - 1,920 مليون سنة مضت). تكون جبال كيمبان، بداية راسخة جولر في القارة الاسترالية. - أحداث حيوية : أصبح الأكسجين متوفر في غلاف الأرض الجوي خلال ظهور المزيد من ستروماتوليت البكتيريا الزرقاء. | 2050              |
| الطلائع | الطلائع القديمة | الرياسي    | - أحداث جيولوجية: تشكل تجمع براكين بوشفيلد [الإنجليزية]. غمر جليدي الهيوروني. تفكك قارة كينورلاند العظمى. - أحداث حيوية : أول كائنات حقيقية النواة افتراضية. كائنات فرانسفيلية الحية [الإنجليزية] متعددة الخلايا. | 2300              |
| الطلائع | الطلائع القديمة | السيدري    | - أحداث جيولوجية: تكون جبال سليفورد في راسخة جولر في القارة الاسترالية خلال (2,440 - 2,420 مليون سنة مضت). - أحداث حيوية : زيادة الأكسجين وحدث الأكسدة الكبير (بسبب البكتيريا الزرقاء). | 2500              |
| السحيق  | السحيقة الحديثة | أقدم       | أقدم | أقدم              |